# Ga bến xe buýt Incheon
Ga bến xe buýt Incheon là ga tàu điện ngầm trên Tuyến 1 của Tàu điện ngầm Incheon.

## Bố trí ga
| Trung tâm nghệ thuật ↑         |
| \| N/B                         |
| ↓ Khu liên hợp thể thao Munhak |

| Hướng Bắc | ● Incheon tuyến 1 | ← Hướng đi Gyeyang                             |
| Hướng Nam | ● Incheon tuyến 1 | → Hướng đi Công viên lễ hội ánh trăng Songdo → |

## Vùng lân cận
- Lối thoát 1: Công viên Jungang
- Lối thoát 2: Cửa hàng Sinsegye, văn phòng cảnh sát Namdong, cửa hành Newcore, sách Kyobo
- Lối thoát 3: Trạm cuối xe buýt Incheon
- Lối thoát 5: Công viên Eorinyi Gyotong, trường tiểu học Seunghak, trường phổ thông nữ sinh Inmyeong
- Lối thoát 6: Trường trung học Gwangyo, trường tiểu học Gwangyo, trường trung học nữ sinh Nam Incheon, văn phòng Gwangyo-dong